# Lahille Island
Lahille Island — wyspa leżąca 4 km na zachód od Nunez Point na terenie Ziemi Grahama (Antarktyka).
Długość wyspy wynosi 6 km. Została odkryta w trakcie francuskiej ekspedycji na Arktykę w latach 1903-1905 i początkowo uznana za część wybrzeża. W trakcie późniejszej ekspedycji Jeana-Baptista Charcota, mającej miejsce w latach 1908-1910, Lahille Island została oznaczona już jako wyspa. Nazwa, którą nadał Charcot, upamiętnia argentyńskiego naturalistę Fernanda Lahille'a (1861–1940).